# Muzeum Ziemi Pyzdrskiej w Pyzdrach
Muzeum Ziemi Pyzdrskiej w Pyzdrach (dawniej Muzeum Regionalne w Pyzdrach) – placówka muzealna zlokalizowana w Pyzdrach. Siedzibą muzeum od 1985 są zabudowania dawnego klasztoru franciszkańskiego, usytuowane na wysokiej skarpie nad rzeką Wartą.

## Siedziba
Placówka zajmuje dawny refektarz, kuchnię, piwnice oraz krużganki klasztoru wraz ze znajdującymi się w nich zespołem późnośredniowiecznych i barokowych fresków.

## Ekspozycja
Ekspozycja muzeum poświęcona jest dziejom Pyzdr i okolic. W zbiorach znajdują się zbiory ceramiki archeologicznej, dwa skarby monet srebrnych z XI i XV wieku, pergaminowe dokumenty królewskich przywilejów dla miejscowych cechów rzemieślniczych, judaika oraz militaria z okresu powstania styczniowego.

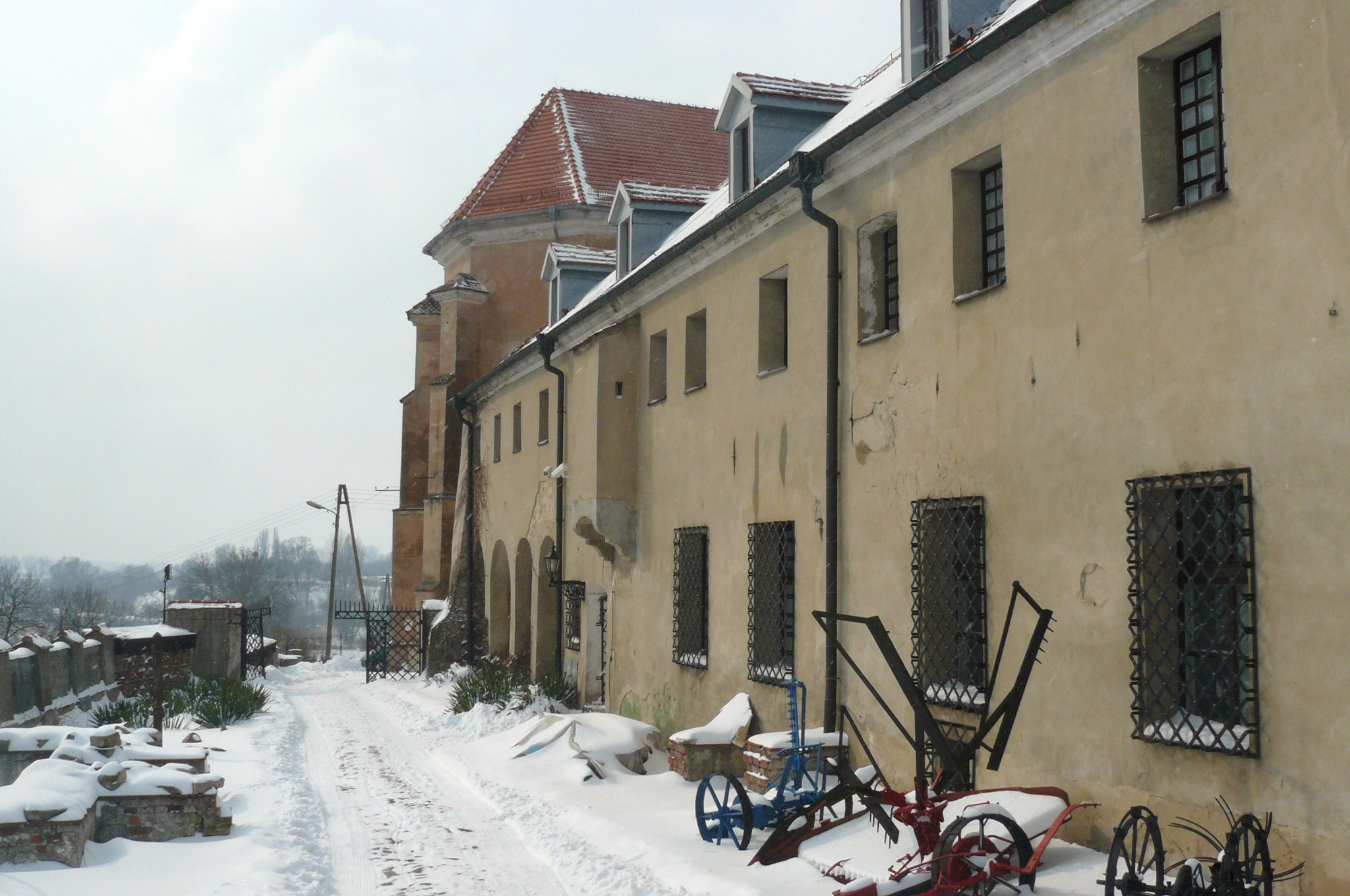
Widok z zewnątrz i ekspozycja plenerowa
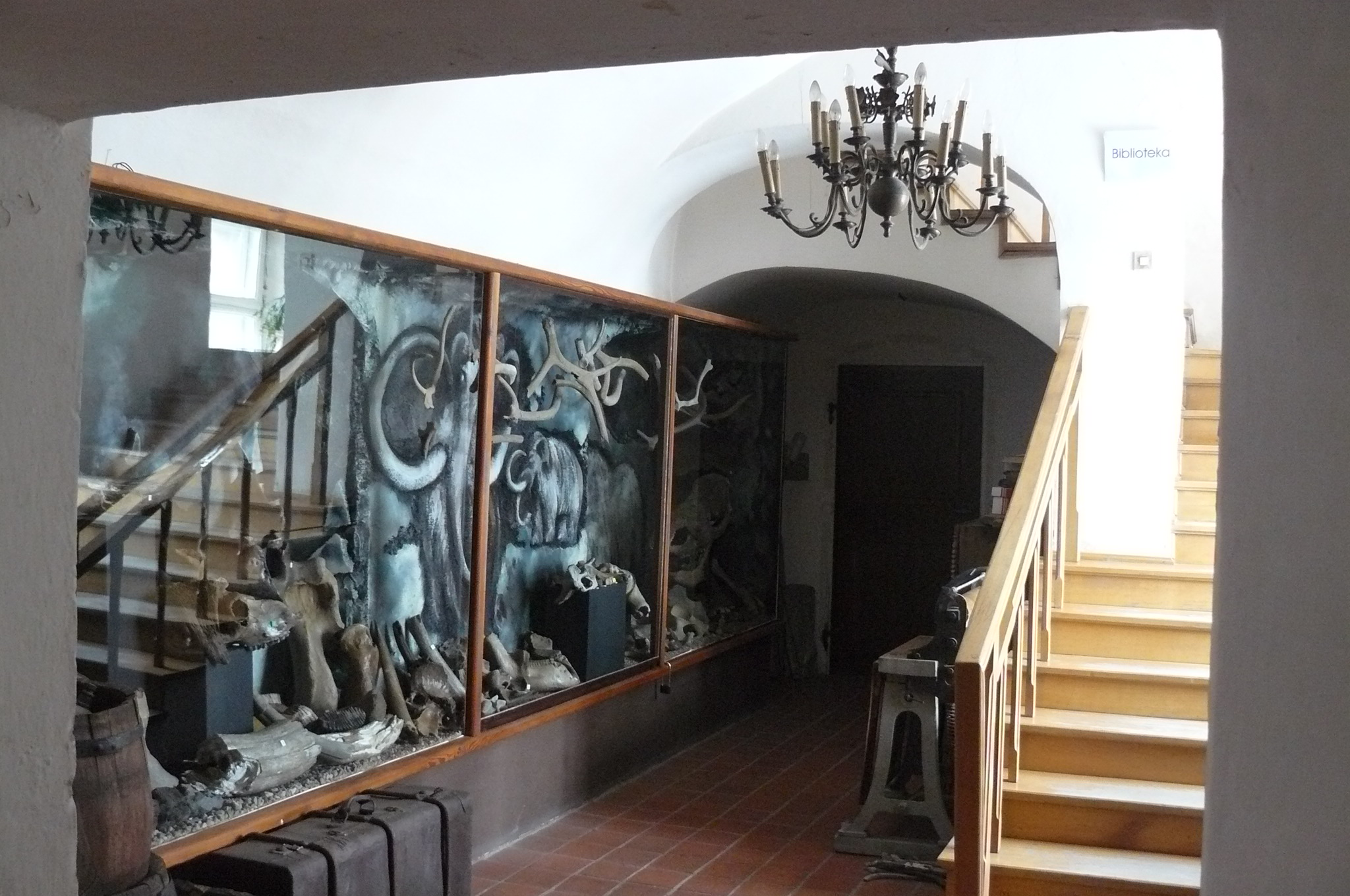
Ekspozycja archeologiczna
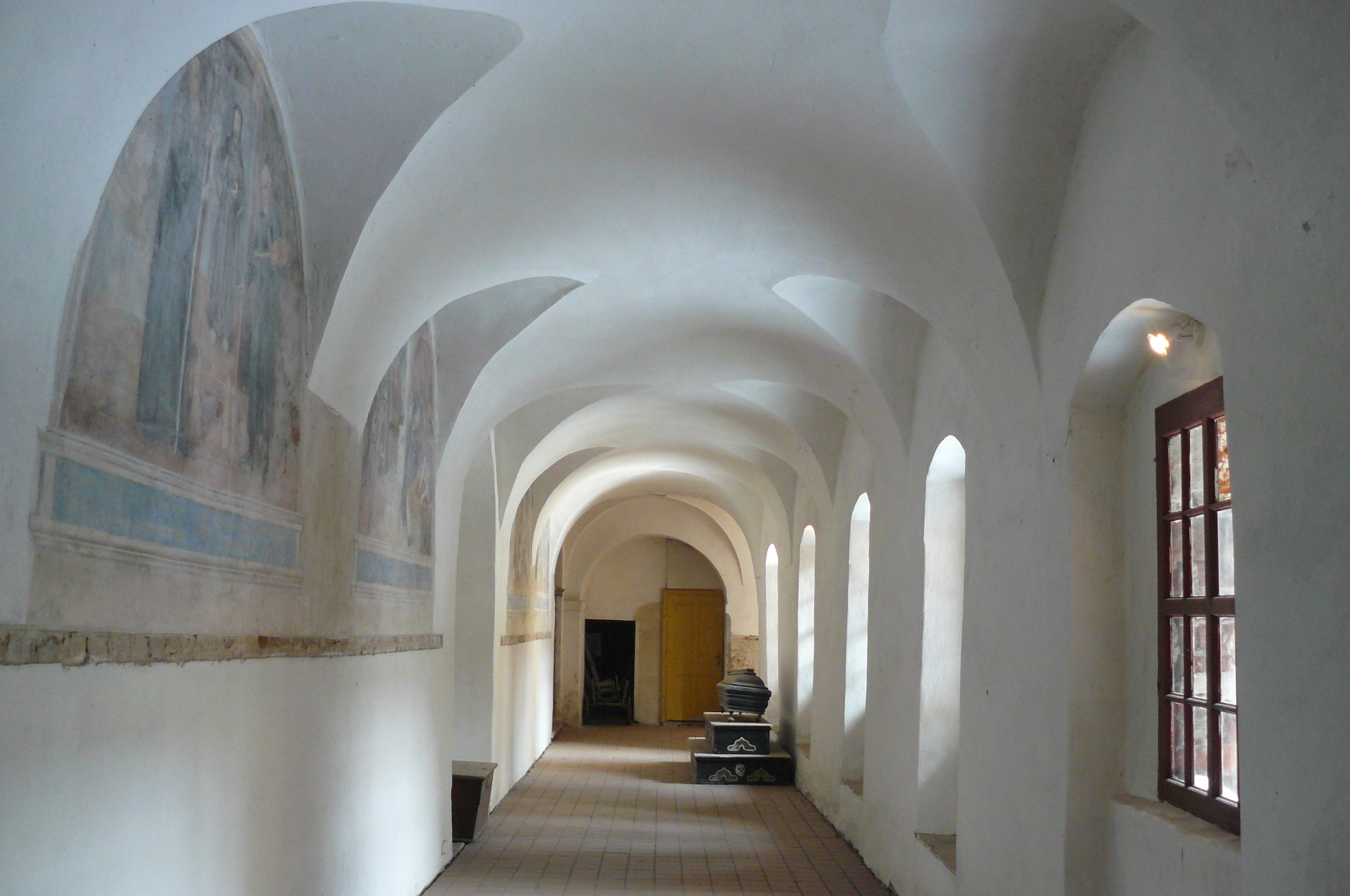
Krużganki
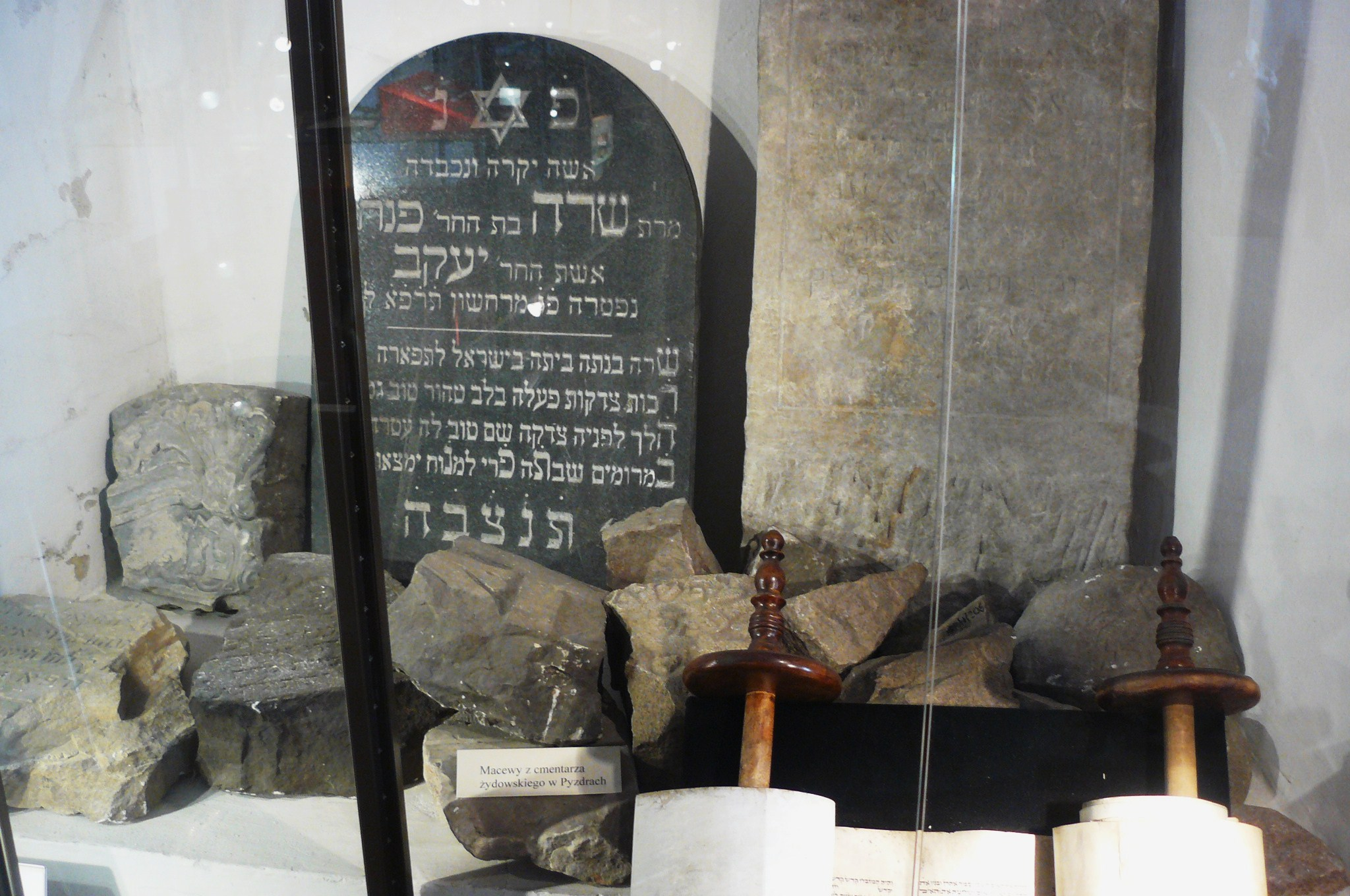
Judaika